# Francis Anastasi
Pour les articles homonymes, voir Anastasi.
Francis Anastasi, né le 23 avril 1933 à Marseille, est un coureur cycliste français, professionnel de 1953 à 1962, frère de Jean Anastasi. Il s'est notamment classé deuxième de Milan-San Remo et troisième de Paris-Nice en 1954.

## Palmarès[1]
- 1952
  - Nice-Puget-Théniers-Nice
  - 2e de la Course de côte de La Turbie
- 1953
  - Trophée du Journal d'Alger
  - 3e du Tour du Vaucluse
- 1954
  - Grand Prix de Monaco
  - Grand Prix de Nice
  - 2e de Milan-San Remo
  - 2e du Tour de l'Ouest
  - 3e de Paris-Nice
- 1955
  - 3e étape du Tour des Provinces du Sud-Est
- 1956
  - Casablanca-Rabat-Casablanca
  - 3e du Grand Prix de Nice
- 1957
  - Tour du Maroc
  - 1re étape du Circuit du Cher
    - 3e du Classement Général
- 1959
  - Grand Prix de Cannes
  - 2e du Grand Prix de Vals-les-Bains
  - 2e du Grand Prix Stan Ockers
  - 2e du Grand Prix d'Alger (contre-la-montre par équipes)
- 1960
  - Tour du Var
  - 7e de Paris-Nice

## Résultats sur les grands tours

### Tour d'Espagne
1 participation
- 1960 : abandon